# Atak spekulacyjny
Atak spekulacyjny – nabycie i późniejsze szybkie wyprzedanie pewnych aktywów (np. waluty, uprawnień do emisji) przez spekulantów, ukierunkowane na uzyskanie jak największego zysku. Zazwyczaj atak spekulacyjny jest rozumiany jako zjawisko charakterystyczne dla kryzysu walutowego, jednakże nie jest to powszechną regułą. W przypadku rynku walutowego osiągnięty zysk (z wyprzedaży waluty) jest związany z różnicą kursu przed i po deprecjacji waluty.
Najbardziej prawdopodobne są ataki spekulacyjne m.in. na waluty krajów o stałych kursach walutowych, ze słabym sektorem finansowym, z dużym deficytem budżetowym, czy też z wysokim bilansem obrotów bieżących finansowanym zobowiązaniami krótkoterminowymi.
Warunkiem koniecznym do powodzenia ataku spekulacyjnego są niespójności polityk gospodarczych oraz pewne makroekonomiczne, strukturalne problemy gospodarki. Ataki spekulacyjne oparte na niefundamentalnych przesłankach (czyli wywołane przez defekty rynkowe, takie jak zachowania stadne czy też tzw. samospełniające się przepowiednie) są z zasady mało skuteczne i łatwo im przeciwdziałać – np. w 1995 roku podczas ataku na dolara Hongkongu wystarczyło podniesienie stóp procentowych o 1,5 pkt. proc. Ataki spekulacyjne są zatem efektem nieprawidłowych polityk makroekonomicznych, co jest wykorzystywane przez niektórych inwestorów.

## Rys historyczny
Choć pojęcie ataku spekulacyjnego pojawiło się w latach 70. XX wieku, to praktyczne próby takich ataków miały miejsce już w latach 20., kiedy to kilkukrotnie podejmowano próby testowania kursu francuskiego franka, przewidując, że rząd będzie chciał zdewaluować walutę po to, aby zmniejszyć realną wartość powojennego zadłużenia. Kolejne kryzysy walutowe miały miejsce w latach 30. XX wieku, co było związane z coraz powszechniejszym odchodzeniem od parytetu złota. Upadek systemu z Bretton Woods w 1971 roku był kolejnym wydarzeniem sprzyjającym pojawianiu się ataków spekulacyjnych. Na początku lat 90. XX wieku utrzymywanie swoich walut przez niektóre kraje Wspólnoty Europejskiej w mechanizmie tzw. węża walutowego w ramach mechanizmu ERM także sprzyjał pojawianiu się ataków spekulacyjnych. Najbardziej spektakularnym atakiem spekulacyjnym było „rzucenie na kolana Banku Anglii” przez Georga Sorosa w 1992 roku (czarna środa).
Lata 1994–1995 to kryzysy walutowe w Meksyku i Argentynie oraz udana obrona przed atakiem spekulacyjnym na hongkońskiego dolara. W latach 1997–1998 miało miejsce powszechne załamanie się notowań walut krajów wschodniej Azji. Atakom uległy takie kraje, jak: Malezja, Tajlandia, Tajwan, Indonezja, czy Korea Południowa. Następstwem tych ataków były kryzysy w innych krajach rozwijających się, m.in. w Brazylii.

## Interpretacje ataku spekulacyjnego
Walutowy atak spekulacyjny w uproszczeniu polega na masowym wyprzedawaniu atakowanej waluty, w celu jej zdewaluowania. Tym samym warunkiem koniecznym jego zaistnienia jest sztywny bądź stały kurs walutowy, ponieważ celem spekulantów jest zmuszenie władz monetarnych atakowanego państwa do interwencji. Gdy nie ma określonego pułapu cenowego dla atakowanej waluty, którego rząd decyduje się bronić, nie może być mowy o ataku spekulacyjnym. Mechanizm ataku polega najczęściej na masowym pozbywaniu się krajowych aktywów, a następnie zajmowaniu krótkiej pozycji w lokalnej walucie (stąd deprecjacja waluty jest często połączona ze spadkami na giełdach) oraz zaciąganiu krótkoterminowych pożyczek w lokalnej walucie i jej natychmiastowej sprzedaży. Strategią obrony może być podniesienie stóp procentowych, ograniczenie płynności sektora bankowego oraz zapewnienie podaży krajowej waluty na rynku międzybankowym. Dla broniącego się kraju oznacza to spadek aktywności gospodarczej ze wszystkimi tego konsekwencjami.
Atak spekulacyjny możemy rozumieć dwojako:
- Atak prowadzi do korekty błędów w polityce gospodarczej. W przypadku, gdy duży deficyt budżetowy zmusza kraj do tzw. drukowania pieniędzy, efektem jest zazwyczaj zwiększony poziom inflacji. Zobowiązywanie się przez władze krajowe do utrzymywania stałego nominalnego kursu walutowego w takiej sytuacji nie jest uzasadnione, a atak spekulacyjny zmusza polityków gospodarczych do zmiany systemu kursowego na bardziej realistyczny, tj. system kursu płynnego.
- Zakładamy istnienie dwóch możliwych kursów równowagi. Bez ataku spekulacyjnego dotychczasowy stały kurs walutowy jest możliwy do utrzymania. Kurs walutowy jest nieco przewartościowany, ale koszt dewaluacji przewyższa koszty niewielkiego spadku konkurencyjności. Jednak w przypadku ataku spekulacyjnego do rachunku należy dodać koszty jego odparcia. Może to zaburzyć dotychczasową równowagę, a tym samym doprowadzić do sytuacji, w której bardziej opłacalne będzie zaakceptowanie porażki i skorzystanie z (chwilowej) wyższej konkurencyjności uzyskanej dzięki dewaluacji. Zgodnie z tą interpretacją możliwość utrzymania stałego kursu walutowego zależy całkowicie od decyzji spekulantów o przystąpieniu (lub nie) do ataku.

Ataki spekulacyjne, które kończą się pomyślnie mogą wyrządzić wiele szkód (np. spowodować bankructwa banków oraz ogólny spadek zaufania do systemu finansowego).

## Przebieg ataku spekulacyjnego
Atak spekulacyjny ma na celu przyniesienie zysku inwestorom (spekulantom) dzięki osłabianiu waluty danego kraju. Jego przebieg jest następujący:
- spekulanci zaciągają kredyty w słabnącej walucie, którą chcą zaatakować;
- spekulanci masowo wyprzedają walutę, co powoduje wzrost jej podaży i pośrednio osłabia popyt;
- w wyniku masowej sprzedaży spada zaufanie do danej waluty, co powoduje dalsze jej osłabianie i w efekcie załamanie kursu waluty;
- gdy kurs waluty znacząco spadnie spekulanci odkupują tę walutę po niższej cenie i spłacają zaciągnięte kredyty, zarabiając na różnicy kursów.

Skutek ataku spekulacyjnego:
- panika inwestorów krótkoterminowych,
- osłabienie waluty,
- wzrost stóp procentowych (następstwo działań władz krajowych w odpowiedzi na duży odpływ kapitału).

## Obrona przed atakiem spekulacyjnym
W lipcu 1997 roku po wymuszonej dewaluacji tajlandzkiego bata, celem kolejnego ataku stała się indonezyjska rupia. 11 lipca tego roku indonezyjski bank centralny zaskoczył rynek, rozszerzając widełki zmian kursu rupii z 8 do 12% (Indonezja stosowała wtedy system pełzającego kursu stałego). Spekulacyjny odpływ kapitału jednak nie ustępował, Indonezja zdecydowała się więc ograniczyć płynność rynku kredytowego, podnieść stopy procentowe oraz interweniować na rynku walutowym. Nie powstrzymało to jednak fali ataku, co zmusiło Bank Indonezji do przejścia do bardziej płynnego systemu kursowego i równoczesnego podniesienia stóp procentowych z 11,25 do 28% w ciągu jednego dnia. Co więcej, rząd zdecydował się ograniczyć płynność w sektorze bankowym, wycofując środki publiczne ulokowane na rachunkach banków komercyjnych. Na początku września zdecydowano się odłożyć w czasie duże inwestycje infrastrukturalne o wartości ponad 13 miliardów dolarów. Nie powstrzymało to jednak masowej wyprzedaży rupii. Indonezja zdecydowała się więc poprosić o pomoc Międzynarodowy Fundusz Walutowy, który zgodził się udzielić linii kredytowej w wysokości 10 miliardów dolarów. Jednak falę deprecjacji rupii udało się zatrzymać dopiero wiosną 1998 roku, po kilku interwencjach MFW i szeroko zakrojonym programie strukturalnych reform gospodarczych. W czasie kryzysu wartość rupii spadła z poziomu 2,4 tys. rupii za dolara do poziomu 4 tys. Kolejna fala deprecjacji rupii zepchnęła kurs do rekordowego poziomu 16800 w czerwcu 1998 roku by następnie ustabilizować się na poziomie 10 tys. do końca roku 2002. Spowodowało to silną presję inflacyjną (odnotowano inflację rzędu 60%), a także pogorszenie bilansów firm zadłużonych w walutach obcych oraz banków, czego efektem był silny spadek PKB, produkcji przemysłowej oraz bankructwo wielu instytucji finansowych.